# Gutik
A gutik (kútúk, gutiak, kútaiak) már az i. e. 4 – 3. évezred fordulóján Mezopotámia peremvidékén élő népesség volt. Egyes nézetek szerint a kurdok ősei. Származásuk ismeretlen, saját magukra alkalmazott nevükkel együtt, hiszen a guti azt jelenti, Qûtû (Guta, Kúta stb.) városából való. E várost a történelmükben viszonylag későn alapították. A gutiak főistene a később a holtak birodalmának fejeként tisztelt Nergal, már a második ismert uralkodójuk nevében feltűnik a Nergal köreibe tartozó Erra is.
Ezen ókori nomád törzsek a mai Irán területén éltek, szomszédságban a lullubiakkal és kasszitákkal, valamint Assurral és Esnunnával. Nem egyeztethető össze azzal az adattal, miszerint Sarrukín akkád király idején Adabban volt nagyon sok guti telepes. Emellett a Zarlak elleni akkád hadjárat sem valószínűsíthető a mai Kurdisztán területén. Valószínűbb, hogy a gutik a Zagrosz nyugati részén, Elám és Esnunna szomszédságában éltek.
I. e 2200–2050 között törtek be Mezopotámia területére és tartották megszállva azt. Országukat sumer nyelven gu5-ti-imki-nek nevezték. Nevüket az Akkád Birodalom leigázásával vésték be a történelembe. Három irányból két erős törzs és egy erős állam tört rá. Nyugaton egy újonnan megjelent sémita nép, az amoriták (nyugati nép), északkeletről a gutiak, keletről pedig Puzur-Insusinak elámi király indított nagyszabású hadjáratokat a Folyamköz ellen. Narám-Szín hatalmasra felfújt birodalma és annak gazdagsága csábító préda lett, s határai védhetetlennek bizonyultak.
Az Akkád Birodalom bukásának legvégső aktusa a gutiak népének egyik vándorlási hulláma volt. Qûtû néven várost is alapítottak, nem messze a később elpusztított Agadétől. A gutiak koráról legtöbben – már akik egyáltalán véleményt próbáltak alkotni – ilyesféléket írnak: „… a gutiak nem tudtak az ország kormányzására alkalmas apparátust kiépíteni, ezért azt Lagašra bízták”. Pedig mindössze másfél évszázadot kell visszamenni a sumer városállamok koráig, amikor a hegemónok a gutihoz nagyon hasonló kormányzási módszereket alkalmaztak. A Folyamközben nem volt igazi birodalmi hagyomány, így a gutiak inkább csak egy lépést tettek vissza, hiszen az Akkád Birodalom túl előre szaladt. A megelőző és későbbi események szerint a sumerek még kevésbé voltak kormányképesek.
Az e korban kulturális hegemóniát gyakorló Lagas csak látszólag volt független. Gudea, Lagas uralkodója csak a patesi címet viselhette. A gutiak pontosan úgy viselkedtek, mint az ősi sumer városok, nem is olyan sokkal azelőtt. A gutiakat gyűlölték a sumerek, míg a korábbi hegemón népet – az akkádot, amely újfajta birodalmi struktúrával kormányzott – nem. Annyira nem szenvedhették a saját hagyományaikra építkező idegen népet, hogy kiverésük után még a kollaboráns Lagas régebbi királyainak nevét is törölték a királylistákról. Valószínűleg valóban a gutiak gyakorolták a főhatalmat, de Lagason keresztül. Lehet, hogy Lagas tényleges szövetségben állt Kútúval, ezért a retorzió.
Lagas uralkodója, Gudea alatt a város főhatalmát semmi sem veszélyeztette. Ur is, Uruk is közvetlen befolyása alatt állt. Gudea patesivel megkezdődött a „sumer reneszánszként” emlegetett kor, mely művészetileg és gazdaságilag fellendülést hozott. E fényes kor a sumerek utolsó lobbanását jelképezi.
Gudeát Nam-mahani követte. Urukban Utu-héngál felszámolta Lagas főségét, majd Lagas Urt is kénytelen volt feladni. Urban Utu-héngál a helybéli Ur-nammut nevezte ki saginnak, aki Utu-héngál halála után megalapította a III. uri dinasztiát. Utu-héngál és Ur-nammu valószínűleg együttes erővel űzte ki a gutiakat az országból. Két új állam volt ebben segítségükre, amelyeket a nyugati sémi törzscsoport népei, az amoriták alapítottak: északon, Akkád helyén Íszín, délen pedig Larsza zárta harapófogóba Lagast és Kútát, talán Mári is beavatkozott. Ezekkel az eseményekkel a gutiak gyakorlatilag eltűntek a történelem színpadáról.